# Twierdza Jenikale
Twierdza Jenikale (ros. Ени-Кале, krymski Yeñi Qale) – nadmorska twierdza zbudowana w latach 1699–1706 przez Turków, położona na północny wschód od centrum współczesnego Kerczu. 
Twierdza Jenikale (w języku tureckim – Nowa Twierdza) została wybudowana na wschodnim wybrzeżu półwyspu Kerczeńskiego przez Turków. Twierdza została wybudowana przy pomocy francuskich architektów. Zajmowała powierzchnię około 25 tysięcy metrów kwadratowych. Na jej terenie znajdowały się dwie prochownie, arsenał, zbiornik wody pitnej, koszary na ponad 1000 żołnierzy wraz z łaźniami oraz meczet. Garnizon składał się z około 800 Turków oraz 300 Tatarów Krymskich. Twierdza służyła także za siedzibę paszy.
W czasie wojny rosyjsko-tureckiej (1768-1774), armia rosyjska w 1771 roku weszła na Krym, twierdza Jenikale została opuszczona przez Turków i 21 czerwca 1771 roku zajęta przez wojska rosyjskie. W 1774 roku w wyniku traktatu w Küczük Kajnardży kończącego wojnę Kercz oraz twierdza Jenikale zostały przekazane Rosji. W XIX wieku twierdza była używana jako szpital wojskowy i opuszczona w 1880 roku. Od tego czasu systematycznie była niszczona.